# Palaeoscincus
Palaeoscincus là một chi khủng long, được Leidy mô tả khoa học năm 1856.